# Football aux Jeux panarabes de 1957
Navigation
Alexandrie 1953 Casablanca 1961
Les Jeux panarabes de 1957 de football opposent huit nations arabes et se déroulent dans la ville de Beyrouth au Liban. Il s'agit de la 2e édition de ces jeux. 
Se déroulant du 18 au 27 août 1957, la compétition se joue sous forme de deux phases mettant aux prises huit nations différentes. La première se déroule sous forme de deux groupes, et les deux premiers de chaque poule s'affrontent lors de la 2e phase dont les vainqueurs s'affrontent en finale et les perdants s'affrontent lors du match pour la troisième place.
C'est la Syrie qui remporte la compétition lors de cette édition en battant en finale la Tunisie par 3-1 tandis que dans le cadre de la petite finale, le Liban décroche la troisième place à la suite du forfait du Maroc.

## Équipes participantes
8 nations prennent part à la compétition :
- Liban
- Libye
- Syrie
- Jordanie
- Maroc
- Arabie saoudite
- Irak

## Compétition

### Phase de poule

#### Groupe A
| Rang | Équipe          | Pts | J | G | N | P | Bp | Bc | Diff |  | Résultats (▼ dom., ► ext.) |  |     |     |     |
| ---- | --------------- | --- | - | - | - | - | -- | -- | ---- |  | -------------------------- |  | --- | --- | --- |
| 1    | Liban           | 4   | 3 | 1 | 2 | 0 | 8  | 2  | +6   |  | Liban                      |  | 1-1 | 1-1 | 6-0 |
| 2    | Syrie           | 3   | 3 | 1 | 1 | 1 | 6  | 4  | +2   |  | Syrie                      |  |     | 1-3 | 4-0 |
| 3    | Arabie saoudite | 3   | 3 | 1 | 1 | 1 | 4  | 3  | +1   |  | Arabie saoudite            |  |     |     | 0-1 |
| 4    | Jordanie        | 2   | 3 | 1 | 0 | 2 | 1  | 10 | -9   |  | Jordanie                   |  |     |     |     |

#### Groupe B
| Rang | Équipe  | Pts | J | G | N | P | Bp | Bc | Diff |  | Résultats (▼ dom., ► ext.) |  |     |     |     |
| ---- | ------- | --- | - | - | - | - | -- | -- | ---- |  | -------------------------- |  | --- | --- | --- |
| 1    | Maroc   | 4   | 2 | 2 | 0 | 0 | 18 | 3  | +15  |  | Maroc                      |  | 3-1 | 3-3 | 5-1 |
| 2    | Tunisie | 2   | 2 | 1 | 0 | 1 | 7  | 12 | -5   |  | Tunisie                    |  |     | 4-2 | 4-3 |
| 3    | Irak    | 0   | 2 | 0 | 0 | 2 | 3  | 13 | -10  |  | Irak                       |  |     |     | 3-1 |
| 4    | Libye   | 0   | 2 | 0 | 0 | 2 | 3  | 13 | -10  |  | Libye                      |  |     |     |     |

### Phase finale

#### Demi-Finale
| 26 août 1957 | Tunisie | 4 - 2 | Liban |  |  |
|              |         |       |       |  |  |

| 26 août 1957 | Syrie | 1 - 1 | Maroc |  |  |
|              |       |       |       |  |  |

#### Match pour la3eplace
|  | Liban | Forfait du Maroc | Maroc |  |  |
|  |       |                  |       |  |  |

#### Finale
| 27 août 1957 | Tunisie | 1 - 3 | Syrie |  |  |
|              |         |       |       |  |  |

## Vainqueur
| Vainqueur des Jeux panarabes de 1957 Syrie 1er titre |